# Claude Bessy
Claude Bessy, all'anagrafe Claude Jeanne Andrée Durand (Parigi, 21 ottobre 1932) è un'ex ballerina e direttrice artistica francese. Dal 1956 al 1972 stata danseuse étoile del balletto dell'Opéra di Parigi, di cui è stata anche direttrice artistica ad interim dal 1970 al 1971; dopo l'addio alle scene è stata direttrice della scuola di danza dell'Opéra di Parigi dal 1972 al 2004.

## Biografia
Dopo aver cominciato a studiare danza nel 1941 sotto Gustave Ricaux, nel 1942 fu ammessa alla scuola di danza dell'Opéra di Parigi. Durante i suoi quattro anni nell'accademia prese parte ad alcune rappresentazioni sulle scene dell'Opéra Garnier, dove lavorò come comparsa in Alceste, Aida e Faust. A dieci anni ottenne una licenza speciale da Jacques Rouché per danzare nel ruolo di un putto in un recital di Janine Charrat e Roland Petit. Nel 1946 fu scritturata dal corps de ballet del balletto dell'Opéra di Parigi e l'anno successivo fu notata da George Balanchine, che compose per lei un ruolo da solista nonostante non avesse ancora raggiunto quel rango all'interno della compagnia. Nonostante il grande talento e la verve, i suoi primi anni di carriera furono segnati anche da piccoli procedimenti disciplinari contro di lei; nel 1947, ad esempio, fu retrocessa per aver riso durante una rappresentazione di Castor et Pollux. Il 1º ottobre 1952, all'età di diciannove anni, fu promossa al rango di ballerina principale.
Nel maggio 1953 Gene Kelly, che l'aveva vista danzare, le offrì il ruolo da coprotagonista in Trittico d'amore, ma la Metro-Goldwyn-Mayer rifiutò di scritturarla, non volendo un'altra attrice sulla falsariga di Leslie Caron; recitò comunque nella pellicola, anche se in una parte decisamente più piccola di quella originariamente propostale dal regista. Nel maggio 1956 fu proclamata danseuse étoile del balletto dell'Opéra di Parigi e nella primavera del 1958 si unì alla tournée della compagnia presso l'American Ballet Theatre, dove danzò come protagonista ne La Bella Hélène, Lo schiaccianoci e Romeo e Giulietta. 
Nel corso della sua carriera trentennale danzò molti dei maggiori ruoli femminili del repertorio, tra cui parti da protagonista nel Romeo e Giulietta, Il lago dei cigni e Il pomeriggio di un fauno di Serge Lifar, Raymonda e La Bayadère di George Balanchine, Les Biches di Bronislava Nižinskaja, Dafni e Cloe di George Skibine, La Sylphide di Michel Fokine, Giselle e Petruška di Peter Van Dijk, La Damnation de Faust e La sagra della primavera di Maurice Béjart, Lo schiaccianoci e Don Chisciotte di Michel Rayne, Notre-Dame de Paris di Roland Petit e Coppélia di Michel Descombey. Diede il suo addio alle scene il 7 novembre 1975.
Durante i suoi oltre tre decenni con il balletto dell'Opéra di Parigi svolse diverse altre funzioni oltre alla sua attività sulle scene; fu maestra di ballo e coreografa per l'Opéra Comique (1952), rappresentate sindacale all'Opéra Garnier dal 1954 al 1970 e amministratrice del fondo pensionistico dell'Opera di Parigi dal 1956 al 1975. Dal 18 giugno 1970 al 2 ottobre 1972 fu direttrice artistica ad interim del balletto dell'Opéra di Parigi e al termine del mandato fu eletta direttrice della scuola di danza della compagnia. Mantenne il posto con successo per trentadue anni, anche se durante gli ultimi due fu oggetto di critiche da ex studenti che accusarono la sua gestione dell'accademia di usare metodi tirannici e di aver creato un ambiente didattico che favoriva traumi fisici e l'anoressia tra le giovani ballerine.
Fu sposata con Serge Golovine dal 1996 alla morte dell'uomo nel 1998.

## Filmografia (parziale)
- Trittico d'amore (Invitation to the Dance), regia di Gene Kelly (1956)
- La figlia dell'ambasciatore (The Ambassador's Daughter), regia di Norman Krasna (1956)